# ویلیام باروز اول

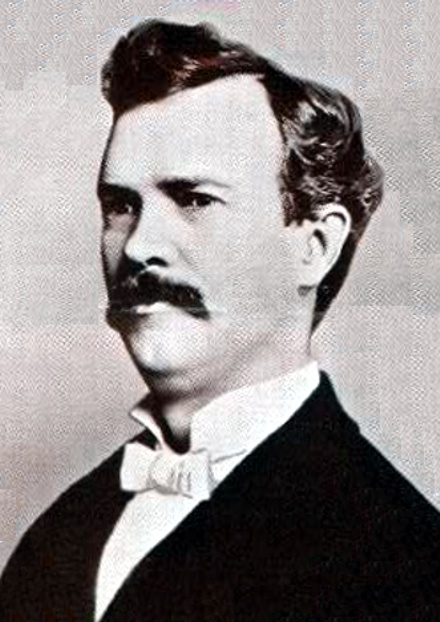
ویلیام باروز اول

ویلیام سیورد باروز اول (به انگلیسی: William Seward Burroughs I) (۲۸ ژانویه ۱۸۵۷- ۱۴ سپتامبر ۱۸۹۸) مخترع اهل نیویورک که در سال ۱۸۸۸ یک ماشین جمع‌کننده را طراحی کرد. با پشتیبانی مالی برخی از بازرگانان سنت‌ لوییس، وی شرکت American Arithmometer را تأسیس کرد.
او پدربزرگ ویلیام باروز دوم و جد ویلیام باروز سوم است.